# Kohlschlag (Lauf an der Pegnitz)
Kohlschlag ist ein Gemeindeteil der Stadt Lauf an der Pegnitz im Landkreis Nürnberger Land (Mittelfranken, Bayern). Kohlschlag liegt in der Gemarkung Weigenhofen.

## Lage
Die Einöde besteht aus einem Gehöft mit Reitstall. Sie ist von Wäldern umgeben und befindet sich zwischen Schönberg, Ottensoos und Rüblanden. In der Nähe des Ortes entspringen drei Bäche, der Bockgraben, der Veitsbach und der Kreuzbach. Man erreicht den Hof von der Verbindungsstraße von Weigenhofen nach Ottensoos aus über einen Zufahrtsweg.

## Geschichte
Am 1. Juli 1972 wurde die Gemeinde Weigenhofen, zu der Kohlschlag gehörte, in die Stadt Lauf an der Pegnitz eingegliedert.